# IFNAR2
La cadena beta del receptor de interferón-alfa / beta es una proteína que en los seres humanos está codificada por el gen IFNAR2.

## Función
La proteína codificada por este gen es una proteína de membrana de tipo I que forma una de las dos cadenas de un receptor de interferones alfa y beta. La unión y activación del receptor estimula las proteínas quinasas Janus, que a su vez fosforilan varias proteínas, incluidas STAT1 y STAT2. Se han encontrado múltiples variantes de transcripción que codifican al menos dos isoformas diferentes para este gen.

## Interacciones
Se ha demostrado que IFNAR2 interactúa con:
- GNB2L1,[5]
- IFNA2,[6]
- STAT1,[7]  y
- STAT2 .[8][9]